# Finnsjön (Färila socken, Hälsingland)
Finnsjön är en sjö i Ljusdals kommun i Hälsingland och ingår i Ljusnans huvudavrinningsområde. Sjön är 7 meter djup, har en yta på 0,305 kvadratkilometer och är belägen 208,1 meter över havet.

## Delavrinningsområde
Finnsjön ingår i det delavrinningsområde (685092-149275) som SMHI kallar för Utloppet av Finnsjön. Medelhöjden är 214 meter över havet och ytan är 0,86 kvadratkilometer. Räknas de 3 avrinningsområdena uppströms in blir den ackumulerade arean 15,65 kvadratkilometer. Vattendraget som avvattnar avrinningsområdet har biflödesordning 4, vilket innebär att vattnet flödar genom totalt 4 vattendrag innan det når havet efter 150 kilometer. Avrinningsområdet består mestadels av skog (63 procent). Avrinningsområdet har 0,31 kvadratkilometer vattenytor vilket ger det en sjöprocent på 35,9 procent.